# Гуляево (Мордовия)
Гуляево — село в Ичалковском районе республики Мордовия. Административный центр Гуляевского сельского поселения

## География
Расположено на р. Алатырь, в 10 км от районного центра и 4 км от железнодорожной станции Кендя.

## История
Согласно легенде, название происходит от Гуляй-горы, на которой устроили пир воеводы Ивана Грозного во время похода на Казань (1552). По другой версии, название-антропоним: владельцами этого насело пункта были Гуляевы. Близ Гуляева в 17—18 вв. располагался один из древних монастырей края — Гуляевский Спасо-Преображенский, уничтоженный в 1764 г. В конце 19 в. на его месте был построен мужской скит, не успевший реорганизоваться в монастырь из-за революционных событий. В 2000 году здесь был установлен памятный крест. В «Списке населённых мест Нижегородской губернии» (1863) Гуляево (Архангельское) — село владельческое из 131 двора (1268 чел.) Лукояновского уезда; была православная церковь. По переписи населения 1897 г., в Гуляеве насчитывалось 2158 чел. Село издавна славилось обработкой пеньки. В 1930-е гг. был организован колхоз. В 1954 году была построена Гуляевская ГЭС. Гуляево — центральная усадьба ЗАО «Культура», занимающегося возделыванием зерновых культур и овощей, животноводством. В селе — средняя школа, клуб, библиотека, фельдшерско-акушерский пункт, отделение связи; село газифицировано.

## Население
| 2002 | 2010 |
| ---- | ---- |
| 444  | ↘432 |

Национальный состав
Согласно результатам переписи 2002 года, в национальной структуре населения русские составляли 87 %